# Orobanche singarensis
Orobanche singarensis är en snyltrotsväxtart som beskrevs av Günther von Mannagetta und Lërchenau Beck. Orobanche singarensis ingår i släktet snyltrötter, och familjen snyltrotsväxter. Inga underarter finns listade i Catalogue of Life.